# CØDE:BREAKER
『CØDE:BREAKER』（コード：ブレイカー）は、上条明峰による日本の漫画作品。2008年28号から2013年33号まで『週刊少年マガジン』（講談社）において連載。話数表示は「code:○」。「異能」と呼ばれる特殊能力により「悪」を滅する者「コード：ブレイカー」達の戦いを描く。タイトルの「Ø」という文字について、作者は「φ（ファイ）ではなく0（ゼロ）。ただしO（オー）でも良い。」と語っている。
2011年9月、『マガジン』誌上にて連載150回と共にテレビアニメ化が発表され、2012年10月から12月にかけて放送された。

## 概要
本作はいわゆるダークヒーローの主人公を描いた物語である。本作は端的に言えば勧善懲悪の本質を身も蓋もなく描いた物語であり、勧善懲悪の美点ばかりでなく欠点や短所も描き、正義についての問いが描かれる。

## あらすじ
輝望高校に通う桜小路桜は、ある夜公園で手から青い炎を発し、人を燃え散らす少年の姿を目撃。
翌日、炎の真相を探る桜の前に転校生として現れた昨夜の少年・大神零の動向を追いかけるうち、桜は法では裁ききれない悪を裁く悪・「コード：ブレイカー」の存在を知る。
大神の殺人を止めようとする桜は、「コード：ブレイカー」の戦いに深く関わっていくこととなる。

## 登場人物

### 主要人物
大神 零（おおがみ れい）
声 - 岡本信彦
本作の主人公。『コード：ブレイカー』コード：06。
輝望高校1年B組の転校生。表向きは穏やかで礼儀正しい性格を装っているが、裏の顔は冷酷非情で残忍であり、抹殺の命が下った悪人をためらいなく燃やし尽くす（クラスメイトには建前上「ゴミ掃除のバイト」と説明している）。仕事の現場を目撃した桜も口封じのため始末しようとしたが、なぜか燃やすことができず監視の名目で行動を共にするようになる。
無感情にひたすら標的を殺し続けているように見えるが、その裏には悪に対する激しい憎悪や、自らの身に降りかかった悲劇をきっかけに「悪」となってしまった者への哀れみが見え隠れすることも。実は結構感情的で、特に「捜シ者」が絡むと我を忘れて平常心を無くす。人前や普段は穏やかな敬語口調で話すが、素の口調はかなり荒く、一人称も「僕」から「俺」になる。しかし、物語が進むにつれ、根は善人である事も明らかになり残虐さは一貫しつつも信念の下の殺人であっても罪だと受け入れたり彼なりの正義感を見せるようになったり人が他人の死を望む事を悲しむ（たとえその死を望まれる対象が死刑囚であっても）など初期の冷酷さは鳴りを潜めていった。また、自分の行いもれっきとした悪であることもよく理解しており、自分の行為を正当化することは一切ない。彼もまたある意味では強い正義感の持ち主ともいえる。
普段はエデンから支給されたアパートで暮らしている（後に渋谷荘に引っ越す）。食事に関しては「ただの栄養補給」と割り切っているため缶詰で済ませているがこれは煉獄の炎の対価として味覚を差し出しているため。
異能の扱い方や戦い方は幼い頃に「捜シ者」によって教えられており、育ての親とも言える「捜シ者」に強く執着し追い続けている。しかし、捜シ者の最期の言葉により、命のある限り罪を償うべきという考え方を持つようになった。
桜に対しては、当初は観察対象としか見ていなかったが、桜が雪比奈の一件でロストしてしまった時、そのことを強く自分を責め、それをきっかけに桜を｢存在しない者」には絶対にしないと決め、自分の身を犠牲にしてでも桜を守ろうと決意する。 桜が捜シ者に連れ去られたときには放心状態になり、学ランの中にパジャマを着て登校する、教科書と間違えて缶詰を持ってくる、古典の時間に数学の問題を答える、女子トイレに入ろうとするなど、クラスメイトから驚愕されるほどの奇行を繰り返した。また、零の心を開こうとする桜の呼び掛けによって、少しずつだが、彼女に対して心を開いていきており、同時に彼女を異性として見ている描写が多々ある。ただし、彼女の想いを受けとることは絶対に出来ないとしている。
異能の力は「煉獄の炎（サタン・ブレイズ）」と呼ばれる、死者の魂を結晶化した青い炎。コード：エンペラーの左腕を移植されたことにより獲得した。水や不燃気体物などあらゆる物質に作用し、他の異能でも消し去ることはできないので、青い炎を扱う者は異能者の『皇帝』と呼ばれ、全ての者が恐れ敬う存在であるといわれている。青い炎が目覚める前は異能を制御できないため力を抑える指輪を付けており、自戒のために「捜シ者」からもらった手袋を付けている。実は本来は「煉獄の炎」だけでなく「七つの炎」が彼の異能であったが、今は喪失してしまっており、エンペラーの力により異能を補っている（エンペラーが目覚めてからは、その他の炎も順次使えるようになっている）。実は大神自身の血筋は桜同様、異能者と珍種との混血である。
大神はコード：エンペラー（の魂の分身）の「宿主」であり、ある程度はエンペラーが勝手に発動した異能を止めたり、分身を無理やり出したりすることができる。大神は幼少期に一度死に、異能を失ってしまったが、コード：エンペラーに助けられた。その際に移植されたエンペラーの左腕で命を繋いでいるため、それを失うと死んでしまう。また、平家によると大神の前にもエンペラーの腕を移植しようとしたことがあったらしいが、その全てが腕から発生する炎に焼き尽くされたとのこと。
藤原が虚無化を起こした際にエンペラーからルシファーを受け取り、七魔を統率することによって得た炎で虚無化を消し去るもその代償に記憶を失う（記憶を失っている間の性格はチビ神に酷似していた）。しかし、悪から人を守りたいという思いは消えず、左腕のエンペラーから記憶を還され再び悪としての道を進むことを決め、仲間達と共に桜に別れを告げた。5年後では変装のためか眼鏡をかけており、人知れず桜のために花火を手配した。
ロスト時は体温が急激に下がり24時間異能が使えなくなるが、人見の一件では一度ロストしたにもかかわらず指輪が外れた瞬間に力が復活し、人見を圧倒した。エンペラーの覚醒後は、「身体が透ける」という「真のロスト」に変わった。なお、こちらは通常のロストと違って24時間以内に戻る。
異能とは別に剣術を会得しており、腕は一流（本人曰く「嗜む程度」）。ちなみにピアノも弾ける。趣味は城郭のプラモデル制作で、他人に手を出されると笑顔で怒りを示す。モットーは「目には目を、歯には歯を、悪には悪を」。
コード：エンペラー
エデン創設者たる「四傑」の1人であり、大神の左腕と異能の元の持ち主。幼稚で単純な性格だが、尊大ながらも他人を気遣うことのできる一面も持つ。泪とは馬が合わないように見えるが、「8tears」の彼女には一目惚れしており複雑な心境にある。零のことは何かにつけて試すが、彼の揺るがぬ信念のことは何よりも信頼している。
かつて「煉獄の炎（サタン・ブレイズ）」を操り何千何万の悪を燃え散らし、同じ異能者からさえ恐れ敬われた「皇帝」。「捜シ者」との死闘の後、大神の左腕から出現した。ロスト姿は「コウテイペンギン」。
当初は青い火の玉の姿をしていたが、大神が遊騎との戦いで心の地獄に堕ちた以降は左腕のない子供の姿となっている。12月32日の後、本体は自ら贖罪として虚無化とともにパンドラ箱に封じられていた。藤原によって箱が開かれたことで虚無化とともに解放され、零にルシファーと最期の輝望を託し、彼らが虚無化を燃え散らすのを見届けた後、本体はコード：エンドによって死亡する。しかし、左腕に宿る魂は未だ消えていない。
他にも炎を発信機の様に相手につける追尾炎や死者の魂を現世に呼び戻すなどの能力を行使できる。
エンペラーの本来持つ異能は、「七つの大罪を燃え散らす七つの炎」で、零が初期から使ってきた「煉獄の炎」はそのうちの1つに過ぎない。幼い頃死の淵に立った零と、「命を救う代わりに、エンペラーの宿主として生きる限り悪を裁き続ける」という契約を交わし、それに従って零の一部を代償にして自分の炎を1つずつ与えている。炎の概要と代償については以下の通り。
- 青色の煉獄業火（サタン・ブレイズ） - 上記参照。対価は零自身の「味覚」。大罪の象徴は「憤怒」。
- 闇色の辺獄烈火（ベルフェゴール） - 異能者の異能だけを燃え散らす黒い炎。対価は遊騎が零の体を治癒するために分け与えた「音」の異能。大罪の象徴は「怠惰」。
- 二色の冥府双灯火（マモン） - 藍青色と黄色の双灯型の炎。高温の藍青色の炎と低温の黄色の炎で緑色の炎の竜巻を起こし、辺り全てを燃え散らす広域攻撃。「双灯火」は当て字であり、正しくは2つの炎を双剣の形にして振るう「双刀火」である。対価は不明。大罪の象徴は「強欲」。
- 無色の地獄浄火（ベルゼブブ） - 炎色は炎の最高温度である色、すなわち透明。対価は零自身の「心臓」。大罪の象徴は「暴食」。エンペラーではなく平家を仲介として契約した。
- 白銀色の陰府怪火（リヴァイアサン） - 極低温の温度を持つ炎で周囲の熱を奪い、燃え散らすのではなく凍結させる。対価はレゲェめがねが零に抱いた嫉妬心。大罪の象徴は「嫉妬」。
- 虹色の爆炎地獄(アスモデウス) - 周囲の金属と化学反応を起こして、あらゆる色を映し出す虹色の巨大な爆発を起こす。対価は零の「嗅覚」。みしるから零に乗り換えた。大罪の象徴は「色欲」
- ルシファー - エンペラーの本体から託された最後の炎。煉獄業火の上位の力で、他の七魔を束ねる力を持つ。対価は零の記憶。大罪の象徴は「傲慢」

上記を見れば分かるが七つの炎同士は正反対の性質だったり相性の悪い関係だったりするものが多く、一度に複数使用すると負担が大きく最悪の場合は自らが燃え散る弱点があり七つの炎を使用するなら一度に複数使わない事が推奨される。零自身はこの弱点をある程度悟っていたが下述の藤原はこの弱点に気が付かず七つの炎を複数使用してしまう事になる。
桜小路 桜（さくらこうじ さくら）
声 - 日笠陽子
本作のヒロイン。黒髪ロングの輝望高校1年B組。見た目は清楚で儚げな美少女と周囲には思われているが、実態は格闘技を習い、怪力を持ち、男言葉を喋る武士道少女。
一部の友人以外はその武士道然とした性格を知らず、彼女に惚れる男は後を絶たない。性格は男勝りかつ男前で、大神達の前で体が濡れて下着が透けても全く気にしないなど普段は女性としての恥じらいに欠けているが（とは言え、刻に胸を触られたり下着の匂いを嗅がれたりすると激怒する）、動物を労わるなど優しい面も持っている。犬に「犬」、その子供に「子犬」と名付けるなど、ネーミングセンスは皆無。さらに天然ボケで、「珍種」の力に長らく気づかず、ロストにより身体が縮むことにも何の疑いも抱かなかった。大食漢で、特大おにぎり3個やお重箱を平らげる女性にしては大飯食らい。花火が目玉に見えるという理由から苦手で、花火が起こると体が石のように固くなる。
ふとしたことから大神の正体を知り、人殺しをやめさせようと付き纏うようになったことで、異能者たちとの戦いに関わっていく。その行動を大神の正体を知らないクラスメイト達には、彼と遊騎の戦いで正体が知られるまで「大神に惚れている」と勘違いされていた。
家は「鬼桜組」という名の極道一家であり、組員達からは「お嬢」と呼ばれている。実は渋谷とエデン創設者の1人・桜小路桜子の実の娘で、桜が5歳の頃渋谷自身が桜小路家に預けた。当初は本人はこの頃の記憶や自身の生い立ちを忘れていたが、終盤に僅かだが、血の繋がった両親のことを思い出し、自分の産みの親も育ての親もどちらも大切な家族と考えるようになった。
異能の効果を受けず、自身が触れた人間にかけられた異能まで無効化できる「珍種」と呼ばれる存在（ただし本人にその自覚はなく、しばらくそれに気づかなかった）。また、「珍種」の能力を使いすぎると異能者のロストの様に身体に異変（体が人形並みに小さくなってしまう現象）が起こる。実は桜の能力は珍種元来の能力だけではなく、異能者と珍種との混血である為に虚無化を封印したり、虚無化を無かったことにするなどの人知を越えた力を発揮することが出来る。
当初は零のみならず、他の異性に対しても女性としての恥じらいを見せなかったが、ある事件をさかいに零に恋心を抱くようになる。これと同時に零に対しては恥らいを見せるようになった。当初は恋心を自覚していなかったが、零と共に過ごす内に自覚すると同時に零に対して人を愛せるようになってほしいと願い、零の心を救いたいと望んでいる。
最後の戦いにおいて神田とみしるの死によって心を閉ざしパンドラの箱を開いてしまうも、零の説得で心を取り戻し、零たちが虚無化を消し去った後、自らの力で虚無化で起こった事象をなかったことにした。その後は再び悪の道を選んだ零から自身の想いを告げられ、コード：ブレイカー達と別れる。5年後には医者を目指して大学に通っている。零たちとの思い出から以前と違って花火が好きになった。
子犬（こいぬ）
声 - 儀武ゆう子
「犬」の子供。「犬」同様大神にしか懐かないが、話が進むにつれ、桜にもある程度懐く様になる。刻とは犬猿の仲。車に乗ると酔う。
零が姿を消してからは桜に引き取られ、その5年後には子供が生まれている。

### エデン

#### CØDE:BREAKER（コード:ブレイカー）
平家 将臣（へいけ まさおみ）
声 - 木村昴
『コード：ブレイカー』コード：02で、輝望高校生徒会書記を務める大神と桜の先輩でもある。コード：ブレイカーの仕事を評価して「エデン」に報告する審判者（ジャッジマン）の役割を担う。
エデンを創設した『四傑』の1人・「怪傑」。高位の異能力者であり、青年の外見のまま長い時を生きている（本人曰く「100歳ちょっとの若輩者（センチュリーオーバーのウルトラフレッシュ☆ヤングマン）」）。かつて異能を隠し大日本帝国軍に所属しており、その中で異能者を粛清する数万人の軍人を燃え散らすエンペラーと出会い、その後エンペラー、桜子、是土と共にエデンを創った。会話の要所に英語を多用する。
立場上人と組んでの仕事はしないため、コード：ブレイカー達の中でも特に素性が知れず、大神と刻は彼の能力すらも最初は知らなかった。束縛・緊縛をメインとしたSM官能小説を常に持ち歩くドSな性格（本人曰く、「エロではなく官能という名の芸術」）で、刻からはよく「変態」呼ばわりされている。どんな場所にもかかわらずにお茶会を開くという変わった趣味を持つ。普段は前髪で隠しているが、実は眉無し。大神の異能の1つを担う暴食の悪魔・ベルゼブブの羽根を所持しているが、刻戦にてベルゼブブに返還された。四傑の一人として12月32日を起こしてしまったことを悔やみ、その時に生じた虚無化を消し去る目的で藤原の下でC:Bとして振る舞い、弁当たち珍種とも共謀していた。雪比奈のことは以前裏切られたことから辛辣な態度をとるも、本心では仲間として気にかけており命を奪い不死としたのも彼を守るためだった。藤原の死後、エデンを解体し、異能者たちを社会で暮らしていけるよう活動する。
異能の力は「光」。普段は光で作った鞭を武器に戦う。自ら光を発し暗闇を照らしたり、光通信に介入して情報収集をすることも可能。遊騎の音速をはるかに上回る「光速」移動ができる。また光子によって世界中すべてのコンピュータの上をいくほどの超高速演算も可能で、これにより攻撃・会話も可能な3Dホログラムの分身を百体つくり、それらすべてを別々に操作することができる（平家百式）。しかし、実は自身の異能をうまく制御できず、制服に偽装した拘束服で力を押さえ込んでいる（そうしないと身体から勝手に光を常時発することになり、すぐにロストしてしまうため）。ロスト中は人に見せられない姿になるらしく、いつもその場にある鎧などを着込んで中身が見えないようにしている。
モットーは「目には目を、歯には歯を、悪には永遠の束縛を」。
天宝院 遊騎（てんぽういん ゆうき）
声 - 豊永利行
『コード：ブレイカー』コード：03。赤髪に赤目の関西弁を話す少年。
性格は自由奔放であり、持っていた携帯電話を見知らぬ人にあげてしまったり、エデンから提供されている自分の家がどこにあるかも忘れてしまうなど少々抜けている。しかし「捜シ者」を見て平常心を無くし独断行動をとろうとする大神の平常心を取り戻させるなど、しっかりしている面も持ち合わせている。普段は寧々音にも似た雰囲気を持つ[不思議ちゃん]だが、一旦キレると手がつけられない。また、寝起きが非常に悪い（目を開けたまま寝てしまう）。昔はリリィ同様、異能の力のことで周囲から迫害を受けていたが、唯一自分の力を受け入れてくれた幼馴染・真理の優しさを受け、「誰よりも傷付いたぶん、誰よりも優しくなれた」と自負している。しかし、過去に自分のミスで真理が傷つき昏睡状態に陥ったため、真理に最新鋭の治療を優先的に受けさせることを条件に「エデン」に加わった。正義の味方「にゃんまる」を溺愛しており、正義感の強い桜がにゃんまるのイメージと重なるようで、彼女のことを「にゃんまる」と呼び、懐いている。ただし彼女のことを「友達」とは認識しておらず、大神達同僚に対してもそれは同じ。元々他人のことはあだ名で呼ぶ主義で、同僚は番号（コード）で呼ぶ。刻とはウマが合わず、キレる時は刻に対しての場合が多い。だが、刻にあげようと思っていたゴールデン「にゃんまる」が他の客の子供に先に当てられてしまった時には「堪忍な」と、落ち込む場面も見受けられた。性格が激変して敵味方の区別がつかなくなってしまうことや、万能な異能を持つことから大神曰く「唯一無二のコード：ブレイカー」。
実際はエデンの援助無しで暮らしていけるほどの桁外れの財力を持つ大会社のオーナーで、彼自身もケンブリッジ大学を12歳で卒業（飛び級した理由は「勉強がキライで早く卒業したかったから」）した天才であり会社の玩具部門の社長も務めている。
実はエデンによって遺伝子操作をされ生まれた子供「識別子（バーコード）」と呼ばれる存在であり、さらに遊騎は泪の両親がダークサイドの研究で得た善と悪の遺伝子の組み込みに成功したエデンの禁断の木の実と呼ばれる「りんご」である。ペケ印の子供たちからえた生命力で一度覚醒する。その際体が成長し髪の色が白くなった姿となり、普通の異能者をはるかに凌駕する異能量を見せた。5年後には刻より身長が1cm大きくなり、髪を短くしている。
異能の力は「音」。全ての物質間における周波数を自在に操作できる。また、聞き取れる周波数が並みの人間と桁外れ（詳細は不明）なので、音によるモールス信号や、遠距離間における発音体の位置が特定できたりする。さらに、高速移動を繰り返すことで残像攻撃も可能である（その際、衝撃で衣服が耐えられず所々破れてしまう）。さらに全身を高密度の高周波で包むことにより、全身を超活性化させ赤く変色する「鮮紅音韻（スカーレット・フォニーム）」をとることで、身体能力を飛躍的に上昇させる。ロスト時には猫になり（言葉は話せる）、趣向も猫そのものになってしまう。
モットーは「目には目を、歯には歯を、悪には怒りの葬送曲（レクイエム）を」。
刻（トキ）
声 - 鈴村健一
『コード：ブレイカー』コード：04。普段は全国トップレベルの名門・閉成学院高校に通っている。金銀妖眼（ヘテロクロミア）と呼ばれるオッドアイの少年。語尾がカタカナなのが特徴的。
飄々としていてノリがどこか軽く、時には歳相応の一面を見せたり、時には冷酷な一面を見せるなど、本当に掴み難い性格の持ち主。本当か嘘か分からない言動で周囲に煙を撒いたりする。大神の冷徹になりきれない中途半端な面を嫌っており、何かと突っかかる。綺麗事では何も守れないという理由から綺麗事を嫌っており、大切なものを守るためならどんな犠牲も厭わないのを、自身の正義だと語っている。平家のことを「変態」呼ばわりするが、彼の「お仕置き」というモノを非常に恐れていると同時に嫌がっている。前述の様に平家には頭が上がらないだけでなく、大神の家の侵入者対策の罠に1人だけ嵌り続けたりと、回を追うごとにヤラレ・弄られキャラの傾向が強まっている。またある意味良識をもった人物であり、メンバー（特に遊騎）の奇抜な行動に突っ込むこともしばしば。
内閣総理大臣・藤原の息子で、その娘の寧々音とは血縁上姉弟。寧々音のことは心底大切に想っており、苦手としている平家と寧々音の仲が良いことに不安を感じ、彼女の身を案じている。反面父親の藤原のことは嫌っており刻自身は彼を父親だとは思っていないが、藤原に何かあれば寧々音が1人になってしまうため、有事の際には藤原を渋々守っている。寧々音を大切に想っている理由は、過去に異能を貰ったことや、命を助けて貰ったということが関係していると思われる。
異能の力は「磁力」。磁力を自在に発生・操作する力を持ち、鉛（反磁性体）である銃弾も自在に跳ね返すことが可能。また、磁力で汞を自在に操って、武器として使用することもできる（水銀は常温で液体を示すが、水の8倍近い表面張力をどのように弱い半磁性で押さえ込むのかは不明）。渋谷との修行によりガウスの加速器の原理を使った技「ガウスキャノン」を会得するが、腕に負担がかかり片腕1発ずつしか使えない。元々は異能が無く、それが引き金となって家出しようとしていたところを寧々音が引きとめ、自分の持っていた異能「磁力」を半分くれたおかげで使いこなすことができる。 実は地球上の誰よりも強力な「磁力」を持って生まれ、エデンのジョーカーと言われたが、それを危険と感じたエデンによってパンドラの箱に封印されてしまった。そのことを知った当初は、寧々音からの磁力を特別としてパンドラの箱を開けずに大神に挑むが敗北。その後、藤原の策謀によってパンドラの箱を開け、本来の磁力を取り戻した。本来の磁力を取り戻したことにより、クリップに触れただけで「ガウスキャノン」並みの威力の攻撃ができるようになったが、渋谷荘での戦いで砕けた腕では耐え切れず、両腕に鋼鉄を埋め込み常に補強している。輝望祭で自分と寧々音が実の姉弟でないことを知るもその事実を受け入れる。最後の戦いにおいては虹次の力を借り、藤原の別荘に向かい、父である藤原と対決する。七つの炎を操る藤原に苦戦するも、力のリスクを理解していなかった藤原に数々の戦いの経験を以て勝利する。死に際まで自らの行いを改めない父の姿に憤るも、同時に強い憧れを持っていたことを吐露した。5年後には大学生として過ごしている。
ロスト時は体が小さくなり、小学生位の体格になる。またこの状態でジュースを飲むと酔っ払う。
彼も能力とは別に銃の扱いに慣れている（複数を相手に1人1発で仕留めている）。彼の目の左右の視力は右1.2左8.0とかなり差があり、そのため真剣に遠くの物を見る時は右目に眼帯をする。理由はその方が遠くの物を見やすいかららしい。だが、立体視ができないので、対象の位置はわかっても距離が測れない。
モットーは「目には目を、歯には歯を、悪には正義の鉄槌を」。
八王子 泪（はちおうじ るい）
声 - 斎賀みつき
『コード：ブレイカー』コード：05。ショートカットの女性。右目の下に泣き黒子を持つ。渋谷荘の真の主であり、渋谷荘を壊した者には容赦なく頭突きの制裁を加える。短気で乱暴ながらも通称は「王子」または「ルイルイ王子」（後者は遊騎のみ使用。どちらも名前に由来）。虹次や雪比奈には「泪」と呼ばれている（大神にも作中で一度呼ばれている）。紺色のバイクを所有しており、よく移動手段として利用する。
家族全員が異能者の家庭に生まれ普通の生活を送っていたが、ある日何者かに事故に見せかけて暗殺され、自分だけが生き残ったという過去を持つ。その時に弟・冴親とも生き別れた。その後「Re-CØDE」に保護され、家族を護れなかった己の非力を恥じ、長かった髪を切ることで女であることを捨て、人を護る「守護神」となる。そして、いずれ「エデンに」狙われるであろう大神の守護を「捜シ者」に任され、「Re-CØDE」を抜けコード：ブレイカーになった。
そのような過去から普段は男らしく粗暴に振舞うが、内面はとてもシャイで、少し褒められただけでパニックを起こし頭突きで周囲を破壊してしまう。根は優しく気遣いのできる性格で、料理や裁縫が得意。家族と暮らしていた頃から音楽も嗜み、密かに「8tears」の名で歌手活動をしている（これには度々破壊される渋谷荘の修理費を稼ぐほかに、家族の中で一人だけ生き残ったことへの贖罪も含まれている）。また、その立ち振る舞いから是土に「虹二が好きなのか？」と言われ、それからしばらく是土からのネタにされるなど、好意をほのめかしている。
「エデン」が大神の左腕の奪還を命じて以降は、「捜シ者」の遺志に従ってそれを拒否し、渋谷や「Re-CØDE」と協力して大神を守る側につく。渋谷の取り計らいによって輝望高校の不良転校生として入学することになった。
異能は「影」。物理的に「光」と対する「影」を自在に操り、あらゆる物を防ぐ「遮影」、影を大鎌へと変え、相手の影を斬ることで本体も斬り裂く「斬影」を使う。最強攻撃と鉄壁防御を兼ね備えた切り札「女帝の矛と盾（エンプレス・パラドックス）」があるが、身体への負荷も大きい。さらに、通常よりも高い能力を持つもう1つの人格「魔性（ダークサイド）」を宿す。冴親との戦いで魔性に弟を憎むよう囁かれるが逆に弟を見捨てないという決意を示し、その強い正の心で魔性が力を得て魔性との共闘ができるようになった。5年後には髪を伸ばして女性らしくなっている。虹次と交際している。
ロスト時には下半身が魚になり、さながら人魚のような姿になる。
モットーは「目には目を、歯には歯を、悪には報いの遺影を」。
人見（ひとみ）
声 - 三木眞一郎
元『コード：ブレイカー』コード：01。エースの証である01を名乗り、現役中は常にナンバーワンであった。首に逆さ十字架の刺青を入れている長髪の男。一人称は「私」。
常に気だるげでやる気がなく欠伸をすることが多いが、一度本気になれば冷酷かつ残酷なことを平然とやってのけ、邪魔をするならたとえ女性であろうと容赦しない一面を持つ。右側のこめかみを指で突く癖がある。時間に縛られることを嫌い、腕時計や携帯電話を持っていない。当時は神田曰く「今の『コード：ブレイカー』の誰もが敬意を表する偉大で強く賢く優しい」。任務中に殉職したコード：ブレイカー達の死んだ時刻を時計に留まらせ、彼らの墓標の代わりにするなど、思いやる一面を持つ。かつては「捜シ者」とともに渋谷の師事を受けていたことがあり、過去に渋谷荘地下要塞において、「捜シ者」が幼い桜の前で自分の母を殺した現場を目撃した1人でもある。
死んでいったコード：ブレイカー達の無念を晴らすため、コード：ブレイカー達の存在を世間に公表せんとエデン上層部の人間である藤原を拉致、大神たち現・コード：ブレイカーと激突することとなる。元エースの肩書きに恥じぬ実力者であり大神を一度ならず二度までも追い詰めるが、桜を手にかけようとしたことに激怒した大神の謎の力により敗北。桜に鍵を手渡し零に桜を託した後、コード：エンドの状態で藤原を道連れにしようとするも、零たちに阻止されそこで力尽きた。
異能の力は「電力」。電力を自在に操作して攻撃することができる。また人の脳に電気刺激を与え、人格を麻痺させて操ったり、死体には筋肉に直接電気信号を送ることにより動かすことができる。また部屋中に帯電網を張り、そこから一気に雷並みの電力を放つ「空中放電（フラッシュオーバー）」や、電力を最大まで高熱にし、攻撃する「高熱電流（アークテンション）」など多彩な技を持っている。また、電気自身の密度を上げることで電気が肉眼で認識できるほど具現化させることもできる。力をロストすると眠りに落ちる。
モットーは「目には目を、歯には歯を、悪には厳正の閃電を」。

#### CØDE:NAME（コード:ネーム）
エデンでコードブレイカーの上に立つ4人の異能者。コードブレイカー以上の権限を与えられており、皆それぞれが自分の正義のためには犠牲を厭わない者である。エデンから独自に訓練を受けており、潜入技術はRe:codeのメンバーや幼馴染たちも気づかれないほど高度なもの。12月32日の再発を防ぐために零と桜の抹殺を第一としていたが、それと同時に珍種の来襲に備え彼らに対抗しうる異能者であるコードブレイカーたちを鍛える役目を担っており、異能者を珍種の脅威から守ることを正義としていた。
時雨（しぐれ）
「コード：ネーム」は不明。左眉にバーコードの刺青を持つ、寡黙な少年。「捜シ者」の下にはスパイとして潜入していた。表情の通り冷徹だが、飢えた仔猫に餌付けをしたり、「捜シ者」に見限られた日和の身を案じたりと、思い入れの強い者には優しさを見せる。遊騎とは幼馴染で、同じく幼馴染である真理をめぐっての因縁がある。
異能の力は「灰燼（アッシュ）」。微細な塵をあらゆる形状に変えて操ることで、物体を切り裂いたり幻覚を見せることができる。元から燃え尽きた物質のため大神の異能は効かず、音を通さないため遊騎の異能も効かない。第二の異能は体の一部を巨大化させる「巨神兵装（ギガ・ファントム）」。「捜シ者」の死後『パンドラの箱』を奪い取り、日和を連れてエデンへと戻って行ったが、エデン本部で遊騎と戦うも天使の来襲により異能者狩りにあう。敵との取引で日和を犠牲に時間を稼ごうとするも自分のために死のうとする日和の姿に思わず庇ってしまい、遊騎に日和を託し1人立ち向かうも異能を吸い尽くされロストする。ロストすると鼠の姿になる（遊騎同様喋れる）。珍種に大量の異能を吸われたせいか24時間経ってもロストから戻らない。虚無化の事件後日和とともに遊騎の下で暮らすこととなり、彼の財産の管理を任される。
冴親（さえちか）
「コード:クローザー（終末ヲ告ゲシ者）」。コードネームのリーダー。刻と同じ閉成学院の制服を身につけた美男子で、常に肩には小鳥を乗せている。他者を「犬」と蔑む冷徹な性格。「○○、○○だ。」と、言い始めのセリフを二回繰り返して言う独特な喋り方をする。泪の生き別れた弟で、同じく右目に泣き黒子を持つ。寧々音を殺した真犯人。
異能の力は泪と同じ「影」と、効果範囲内の総てを滅ぼしてしまう「滅却」の2つ。「影」は泪のものに同化させ無効化し、物質化して相手を拘束するなど強力で、時雨が一歩引いた対応をするほどの実力者。エデン本部で平家と戦い魔将（ダークサイド）を発現する。同じく魔性を発現した姉の泪と対決。彼女の強い正の心に敗れる。実は肩に載せたインコにダークサイドが宿っており、事故の犯人を零の仕業と吹き込み彼の負の心を煽って操っていた。普段は影の異能で隠しているも事故で負った火傷は今も残っており左目の横に虹次と同じような傷がある。以前藤原総理の命でパンドラ箱を開こうとした寧々音を殺し、以降藤原総理に懇意を装って接近するも尻尾をつかめなかった。
事故で両親を失い姉と離れ離れになったのをきっかけに憎しみに囚われ、それ以来他の誰を犠牲にしてでも悪を裁くようになった。同じ境遇でありながら自分の邪魔をする泪に怒りをぶつけるも逆に不条理を憎むよりそれに屈しない強さを身につけろと叱咤され、生まれ変わる証として髪を切られた。天使の襲来のときには敵の1人だけ助けるという取引で泪を助けようとしたり、自分の身を盾にしてでも異能者を守ろうとするなど正義感を見せるようになる。エデン崩落の後コードブレイカー達とともに渋谷荘で療養していたが「コード:エンド」によって死を待つ状態となった。刻に寧々音を殺した理由と藤原総理への注意を呼びかけ、コードブレイカーのために行動を起こすも総理の内通者であった影炎に抹殺される。
エデンからエンペラーの左腕の奪還を命じられ、春人に『パンドラの箱』によって「変殻」の異能を与えた上で雇い入れ、時雨やCØDE:BREAKERを率いて大神の前に現れる。ロスト姿は竜人。
高津 あおば（たかつ-）
声 - 仙台エリ
「コード:リベンジャー」。零、桜のクラスメイトで、桜の親友。小柄だが巨乳（推定バスト98cm）で、ツインテールが特徴。前田・上杉とは幼馴染。バレンタインデーには「幼なじみのよしみ」として前田にチョコをあげる等、面倒見のいい性格。物語中盤まで「コード：リベンジャー」であることを隠していた。
異能を用いて肉体強化を施すことで、打撃だけでも、驚異的なスピードで移動し、壁を軽々と殴り壊し、異能者で打ち負かすなど、超人的な戦闘能力を持つことができる。また、異能を使わずとも他の異能者かそれ以上の戦闘力を持ち、本人も格闘技に関しては自信があるという。かつて親に捨てられ、「ぺんぎんの家」という児童養護施設に上杉、前田と共に住んでいたが、その施設とシスター達を大神に燃やされたため、大神に深い復讐心を持つ。コードネームでは新参者であるため12月32日のことも触りしか知らず珍種が天使と呼ばれ恐れられていることも知らなかった。異能者を守るという冴親たちコードネームの正義にもそれほど関心がなく、珍種の襲来にも大神への復讐を優先させようとした。「天使の裁き」でのレゲェめがねとの戦いでシスターの死の真相を大神から聞かされ、憎しみにまかせて大神を殴るふりをして活殺穴法で大神を強化した。戦いの後で大神と和解し、エデンを抜けクラスメイトの守護を任される。
異能の力は、右手で触れたものの時間（秒数）を言った数字の分だけ操作する「対物時変」と、物や人にあるツボに刺激を加え、肉体強化や破壊の効果をもたらす「活殺穴法」。活殺穴法による肉体強化の効果は対象者によって異なり、大神が強化され珍種と闘った際は、大神は対珍種用の遺伝子を持つため、あおば以上の能力を発揮できた。ロスト時は小柄な老婆の姿になる。最後の戦いでは上杉とともに虚無化を食い止める。事件後は上杉、前田とともに「ペンギンの家」の再生計画を立てる。
アニメ版では「CØDE:NAME」が登場するストーリーが無いため、普通の女子高生として描写されている。
「捜シ者」
元「CØDE:NAME」の1人・「CØDE:SEEKER」だったが、「エデン」の裏切りに遭い脱退。詳細は「捜シ者」一派を参照。
影炎（かげろう） / 黒門寺みしる（こくもんじ-）
黒いにゃんまるのお面で顔を隠す謎の人物。ダボダボの服の袖からセリフが書かれた紙を出して会話をする。「地獄の皇帝の系譜」一門の者である大神を護り、殺すために育てられた。正体は輝望高校2-Aの生徒で玉のような可愛らしい容姿をした美少女。廃部の決まった文芸部の部室に引こもり続けており誰もその姿を見たことがないことからコアなファンが多いらしい。かつて子供の頃に大神と結婚の約束をしていた。大神と同じ「地獄の皇帝の系譜」一門であるため子供の頃の顔が大神と同じ。動物と心を通わせるのが得意で彼女に危険が及ぶと動物たちが守ろうとする。影炎は自分とみしるは同一人物と語っているが、大神と遊騎や動物たちからもみしると影炎が違う者だと断言しており、みしると影炎の意思が全く別のものであるため謎が多い。藤原総理の命令でコードネームに潜入しているスパイ。
影炎の正体は自らの役目を受け入れられずに生み出してしまったみしるの別人格。さらにエデンの最強の暗殺者とするべく藤原からダークサイドの悪の遺伝子を組み込まれたことから、主人格であるはずのみしるから人格の主導権を奪うほどにまで強力なものになった。泪の両親を殺し、冴親を歪ませた犯人でもある。
藤原の別荘に乗り込んだ大神たちに立ちはだかり、大神をアスモデウスの色魔の幻覚へ閉じ込める。残った桜や泪を追い詰め、さらには神田を虚無化に突き落とすなど暴虐を尽くすが、嗅覚を代価にアスモデウスを従えた大神に敗北。大神の計らいにより自らの力で影炎を消し去った。虚無化を止めるために異能の放射によって食い止めようとしたが、桜を虚無化から庇い消えてしまったが、虚無化が消えた後、桜の力によって虚無化で起こったことがなかったことになったため元に戻った。
異能の力は大神同様「七つの炎」。ロスト姿は「鹿」。

#### 四傑
平家 将臣（へいけ まさおみ）
「怪傑」の字を持つ四傑の1人で、『コード：ブレイカー』現コード：02。CØDE:BREAKER（コード:ブレイカー）を参照。
桜小路 桜子（さくらこうじ さくらこ）
「女傑」の字を持つ四傑の1人で、桜の実の母親。平家同様百年以上生きているが、未だ若々しい美貌を保つ。お嬢口調で話し、場所を問わず帯刀している。口調は上品だが性格は鬼畜でかなりのドSであり、気に入らない人間には容赦ない言葉を吐く。実の娘である桜には自分の素性は明かしていないが、常に気に掛けており、桜が記憶を取り戻し、今も変わらず自分や渋谷のことを愛していると聞いた時は涙を流している。
外見は桜を大人に成長させたような外見で顔立ちもよく似ている。
意思を持つカラクリ人形を生み出すことができる異能「生命力」を持つ。この力でロストした異能者に生命力を与え戻すことが可能。カラクリ人形を介して与えることもでき、方法は口移しである。また、カラクリの視覚や聴覚を通してその先の光景や音声を聞くことも出来る。嫉妬の悪魔「リヴァイアサン」のカギを持っており、珍種との戦いで大神を逃がす際に彼にそれを生命力とともに口移しで渡した。四傑として12月32日に「天使」と呼ばれる珍種の存在と、エンペラーによって何人もの珍種が燃え散らされたことを告げた。ロスト姿は「ウサギ」。
コード：エンペラー
「豪傑」の字を持つ四傑の1人で、「七つの炎」を操る最強の異能者。現在は一度死んだ大神に自らの左腕を与え、彼と共にある。詳細は主要人物を参照。
是土（ゼド）
「英傑」の字を持つ四傑の1人で、異能「死」を持つ者。強すぎる異能の力により普通の異能者と違い普段死んでおり、ロストすると生き返るという体質。かなりの女好きで酒好きであり、大神たちも呆れるほどのダメおやじぶり。その性格の軽薄さからRe:code01だったこともあり平家から軽蔑されているが本人は意に介していない。ただし、12月31日の件で、他の四傑同様に強い責任も感じている。死の異能で逆に命を取り出して不死にすることもでき、その力で雪比奈と珍種たちを不死にした。色欲の悪魔「アスモデウス」のカギを持っていたが先に訪れたみしるに無断で渡してしまった。四傑として12月32日にパンドラ箱によって虚無化も人も時間さえも閉じ込めたが、その際箱によって100年後の現代に飛ばされた四人の子供、零、桜、弁当、みしるのことを伝えた。最後の戦いの後、虹次とともに不遇な目にあう異能者たちを救うための旅に出る。

#### エデンの関係者
神田 （かんだ）
声 - 甲斐田裕子
大神と桜のクラス担任の女教師。いつもジャージ姿であり、そのうえドジですぐ転ぶなど愛嬌があるため、クラスの皆から「神田ちゃん」と呼ばれている。
しかし、真の姿は大神を裏で護衛する「エデン」のエージェント。両親を強盗に殺され、人見に助けられた過去を持つ。刃物を飛ばしてハエを仕留めるなどその腕はすこぶる良い。大神を「我が主人（マイ・マスター）」と呼び、彼を陰に日向に支えつつ忠義を誓っている。
藤原（ふじわら）
声 - 中田譲治
内閣総理大臣。「エデン」の上層部。藤原姉弟の父親。頻繁にダジャレ（親父ギャグ）を言うのが玉に瑕である。
表向きは善良で人望の厚い男だが、人見の起こした事件や彼の最期に何の罪悪感も抱かず、コード：ブレイカー達を平然と道具扱いするなど根は冷酷。
その正体は、かつてエンペラーの志に惹かれ「エデン」に加わったただの人間。「12月32日」に零が残した左腕を入手、それを体内に埋め込むことで、高位の異能者同様に100年もの間年をとることなく生き続けていた。四傑たちが「理想郷（エデン）」を解散させた後、自ら新たに「エデン」を設立し、異能者たちを統率してきた。虚無化によって世界を滅ぼそうとしており、弁当の血を使ってパンドラ箱を開き虚無化を開放し、桜の手によって完全に虚無化を箱から解放させた。さらに泪の両親が開発した悪の遺伝子を虚無化に埋め込んでいる。零の左腕の力で、虚無化と七つの炎を操ることができるが、自らは異能者ではないので、別の異能者の生命力を使って異能を行使している。駆け付けた刻との戦いで七つの炎を使い追い込むが、他人の力ゆえに力のリスクに気が付かず、異能の使い過ぎで零の左腕ごと燃え散った。最期の瞬間まで自分の悪行を悔いず、刻の考えを否定するが、彼と行った会食は悪くなかったと言うなど、家族の情はそれなりにあった。
正義の聖戦士（エデンのセントファイター）
閉成学院高校生徒会所属の異能者集団であおばの部下。男子の制服を着た美少年たちだが、実は全員女性の男装の麗人。
虹次と戦うも、異能「空」で服をはぎ取られ敗北、自分たちを殺すよう言うが情けをかけられ、戦意を喪失した。
異能の力は「聖血（ホーリーブラッド）」。流した自分の血の形を自在に変える力で、作中では剣やボウガンなど武器に変えていた。
王生シヲン（いくるみ しをん）
コード:ブレイカーの後継者であるエデンのエージェント。リリィと共に大神を抹殺しようとしたが、リリィの突然の裏切りに遭い窮地に立たされるも、自らの異能でリリィを始末しようとした。しかし、大神に阻止され、人々をおもちゃのように弄んだ罰を受け、そのままロストし、大神一派に捕らえられた。その後はリリィと共に虚無化の阻止行ったり、事件後には彼女と共にバイトをしており、以前と違い、力関係は逆転している。
異能の力は「紙々（シシ）」。人間を紙に変えたり、普通の紙で斬撃や投擲をして相手に攻撃することができる。ロスト中はカエルの姿になる。

### 「捜シ者」一派
「捜シ者」
声 - 浪川大輔
強い異能者を集め、絶対悪として世界の頂点に立とうと企む男。大神に似た容姿を持つが、髪や服の色は白。配下にRe-CØDEや多くの異能者を抱えており、コード：ブレイカーとも過去に交戦した。大神の育ての親とも言える存在で、彼に異能の扱い方や戦い方を教えた張本人。ロスト時の姿が大神の容姿と瓜二つであることから大神の兄と言われていたが、実際は違う。通常時の姿は長髪でウェーブがかかっていて、抹殺されそうになったときにつけられた傷が顔の右側に刻まれている。
元々はエデンの元でコード：ネームの1人「コード：シーカー(CØDE：SEEKER)」として悪を裁いていたが、まるで人の心を読んでいるかの洞察力や何を考えているのか凡人には計り知れない独善主義から、エデンは「まだ見ぬ脅威」と危惧し、抹殺しようとした（実際は12月32日の真実を探ろうとしてエデンに抹殺されかけた）。それにより彼は絶対悪となりすべての者に復讐をしようと決意する。右手の甲に刺青を持ち、右手を顎に構える癖がある。
自分を含めた全ての者を「悪」と定義し、相手が部下や肉親であろうが利用するだけ利用し、あっさりと殺害する非情な性格。大神の「悪には悪を」の決め台詞も元々は彼のものだった。幼い桜を守ろうとした自分の母親さえその手にかけている。エデンに属していた頃は、正義を愛し人命を重んじる気高い心を持っていて今とは正反対の性格であった。
渋谷の血液によって「パンドラの箱」を開いて本来の姿と異能を取り戻し、再び殺戮を開始しようとしたが、大神の本来の力を解放した「煉獄の炎」に燃やされ、最期は大神に自分達「悪」の業を教えながら自決した。後に大神と同じ、地獄の皇帝の系譜であることが明かされている。
義弟・大神のことも「コード：エンペラー」の宿主として利用していると公言していたが、心の底では気にかけており、自分の二の舞にならないようRe-CØDEには有事の際大神を守るよう命じていた。
異能は「絶対空間」と「細胞再生」。絶対空間は空間を足したり減らしたりしてチェスの盤上の駒のように自分や相手の位置を自由に変えたり、空間ごと圧殺することができ、細胞再生は高速で細胞を再生、傷を治癒する異能である。ロストは「時を遡る」であり、体と心が何年も前に遡る。過去に桜によってパンドラの箱に異能が閉じ込められてからは永続的に過去の姿になっていた。

#### Re-CØDE（リ:コード）
雪比奈（ゆきひな）
声 - 津田健次郎
褐色の肌を持つ青年。退屈を嫌う性格で善悪の区別にはあまり関心がなく「捜シ者」に心酔しているが、それは「殺しと勝ちしかないから一緒にいて退屈しない」という理由であり、それ故独断で大神を始末しようとする等単独行動も多い。知的な外見に反して一般常識はないに等しく、虹次がブレーキ役となっている。他者を殺害することを「消え逝かす」と表現する。
元は平家にスカウトされ「エデン」に加わった「初代コード：ブレイカー」。しかし、12月32日の後に平家と衝突、ゼドの能力で「命」を奪われ、不死のまま100年生き続けている。そのため平家を強く憎んでいる。藤原が虚無化を開放した際に、平家から命を還され彼の真意を知る。事件後、彼に対する態度は変わらないが、悪態をつきながらも協力するようになった。神田とともに、零たちC:Bのサポートを行う。
異能の力は「水態」。水分の三態を操ることが可能で、空気中の水分から氷を発生させ周囲を凍結させたり、霧を発生させ視界を塞いだりすることが可能。ロストは「女体化」。
虹次（こうじ）
Re-CØDEのリーダー格であるRe-CØDE:03。左目の部分に瘢痕を持つ強面の青年。泪とはかつて同じ志を持った仲間であり、最も信頼していた同志であった。
冷徹ではあるが「弱き者は殺す価値なし」と自身で言うほど、あまり人殺しは好まない高潔な性格で、実力者や覚悟を決めた者としか相手にしようとしない。それでも戦闘力は高く、刻の攻撃を受けても無傷で、更には軽くあしらうほどである。攻撃の際は荒ぶる魔獣のように破壊的な攻撃を仕掛け、「破壊神」とも呼ばれている。桜同様侍のような言葉遣いを使う。
異能の力は「空」。空気を自在に操作することで、風や真空を発生させ、対象物を切り裂いたり押し潰したりすることが可能。ロスト中は狼の姿になる。
エンペラーの覚醒後は、渋谷の取り計らいにより輝望高校の剣道部特別顧問として潜入し、メンバーを取りまとめている。
日和（ひより）
ツインテールの少女。語尾がローマ字のテンションの高い口調で話す。明るく無邪気だが、本性はゲーム感覚で人殺しをするような残忍な性格であり、他人を殺すことにも何の躊躇も持たず、本人曰く「大切に殺してる」らしい。ソーセージに砂糖をかける、牛乳にオレンジジュースを混ぜるなど、非常に変わった味覚の持ち主。
異能の力は「泡膜（バルーン）」。全ての流動性物質の表面張力を、自在に操作できる。主としてシャボン玉を使い、シャボン玉を纏うことで他人に擬態したり、シャボン玉で相手を閉じ込めておくことが可能。攻撃の際には、濃硫酸をシャボン玉化し、触れた対象を傷つける。ロスト中は小さな亀の姿になる。
幼い頃に一家心中で家族を失い、親戚からも見捨てられ路上生活を送っていた所を「捜シ者」と泪に助けられた。当時は泪を慕っており、泪自身も日和のことは妹の様に気にかけていた様で、彼女のリボンは泪が縫った物でもある。「捜シ者」が渋谷荘に「パンドラの箱」を奪いに訪れた際に同行、泪との戦いでロストするも泪から地下へのカードキーを奪い取ることに成功。「捜シ者」の死後は時雨によってロストしたまま冴親のもとに連れられている。自分を心配してくれる時雨を慕っており、彼と共にコードネームにつく。天使の来襲には時雨を守るために自ら死を選ぼうとした。虚無化の事件後ロスト姿のまま時雨とともに遊騎のもとで暮らしている。
八王子 泪（はちおうじ るい）
元Re-CØDEであったが、現在は「捜シ者」の「大神を守る」という指令により脱退し「CØDE:BREAKER」となる。詳細はCØDE:BREAKER（コード:ブレイカー）を参照。
時雨（しぐれ）
「エデン」から潜入していた異能者。「パンドラの箱」の解放と「捜シ者」の死に伴い、「パンドラの箱」をエデンに持ち帰りエデンへと戻る。詳細はCØDE:NAME（コード:ネーム）を参照。
上杉 萌（うえすぎ はじめ）
桜・大神のクラスメイト。大柄な少年で、通称「デカすぎ」。あおば・前田とは幼馴染。寡黙だが他人に気を遣える優しい性格で、「～っス」が口癖。
輝望高校に入学したのは「捜シ者」により監視・連絡員の任を与えられたことが理由であり、他の5人と正式に接触したのもつい最近。「捜シ者」の死後は、輝望高校に潜入してきた虹次、雪比奈、泪に情報を送っている。「コード：リベンジャー」となったあおばを止めたがっている。
異能の力は「置換」。予め「α」「β」などのマーキングを施した物体と自分が触れている物体の位置を取り換えることができる。

#### その他
リリィ
「捜シ者」の部下。お団子頭が特徴の、スタイル抜群の美女。
幼少時代に異能のことで両親から虐待を受け、周囲からは陰湿なイジメを受けていた過去を持つ（その頃に刻まれた傷が体中にあるが、普段は異能の力で隠している）。その時救われた「捜シ者」に心酔しきっていたが、「捜シ者」は駒の一つとして利用しようとしていた模様。研究施設で遊騎と交戦するも敗れ、仙堂に始末されかけた所を桜によって助けられた。その後は、エデンによって連行されていった。その後、王生と共にエデンのエージェントとして零の刺客となるが、零や桜への恩義からエデンを裏切る。零に気があるらしく零達と行動を共にするようになってからは零にちょっかいを出す。虚無化の事件後は王生とともにバイトをしており、彼の世話を焼いている。
異能の力は「分泌」。アルカロイド神経毒、濃硫酸等のあらゆる代謝産物質を作り出せる。なお異能の力を最大限に生かすため、彼女の服装は肌の露出が高い。ロスト時は小さな妖精の姿になる。
仙堂竜一（せんどう りゅういち）
「捜シ者」の部下。筋骨逞しい大男。胸や両手首などに刺青を入れている。
研究施設で刻と交戦するも、桜を傷付け寧々音を侮辱したことで刻の怒りを買い、本気になった刻の汞を利用した戦術に歯が立たず、死亡した。
異能の力は「表皮」。表皮をあらゆる物質に変化させることができる力を持つ。表皮の比重を上げ硬化させたり、表皮の光による屈折率や反射角度を大気の屈折率や反射角度と等しくさせ、大気中で姿を消すこともできる。
仙堂竜二（せんどう りゅうじ）
「捜シ者」の部下。竜一の弟である。性格は兄に似て残虐。
殺された竜一の敵討ちとRe-CODE加入のため、刻に奇襲をかけるも、感づいた泪に阻止された挙句全身をバラバラに切り刻まれ死亡。
異能の力は「引火」。零とは違い、直接手で触れなくとも目で着火点を確認できさえすれば火を付けることができる。

### 珍種
エデンから「天使」の隠語で恐れられる存在。12月32日にも関わっている。異能者に敵対する珍種は名前が判明しておらず零が子供のころにつけたあだ名で呼ばれる。
桜小路　桜
主要人物を参照。
渋谷（しぶや）
声 - 飛田展男（OVA）
輝望高校（終身名誉）生徒会長にして校長。「いかにも」が口癖。桜同様異能が効かない「珍種」で、その素性を隠すために常に「にゃんまる」の着ぐるみを着こんでおり、着ぐるみを着た状態は「生徒会長」、脱いだ状態では「校長」として振舞っている（なお、周囲は生徒会長と校長が同一人物だとは知らないようである）。並の異能者を物ともしないほどの戦闘能力を持ち、かつては人見や「捜シ者」といった異能者の指導を行っていたが、「エデン」が「捜シ者」を裏切り抹殺しようとしたことで、「エデン」にも「捜シ者」にも与しない中立の立場を保つようになる。「珍種」が縮小してしまった際に元通りに復元する「珍鎮水」を作り出すなど、異能においても独自の研究を行っている。
性格も言動もどこかとふざけた一面があるサプライズ好きな変人であり、零に羊の着ぐるみを着せて恥をかかせたこともある。零は以来、これを根に持つようになり、大抵怒りを向けるのは彼がふざけたときの場合が多い。また学校の教師も彼の行動に振り回されることが多い。しかし、本来は真面目な性格。また、本人は泪を恐れており、そのときは尋常で無い怯え方をするほどである。
実は、桜の本当の父親。ただし桜本人はこのことを知らされていない。

#### 天使
名前は各自、外見から付けられた仮称。この名前を付けたのは、幼い頃の零。また、零や桜とは幼い頃に面識がある。
おせっかい弁当
異能者に敵対する珍種メンバーのリーダー格。常に弁当を持参している。レゲェめがねからは「ヘッドライナー」と呼ばれる。外見はボサボサの黒髪で常に無表情である。珍種の中でも実力が飛びぬけており、零を箸で制するほど。かつて幼い頃の零や桜とは友人になっていたが、12月32日に異能者と珍種の共存に異議を唱えたエンペラーと仲間の異能者が反抗する珍種を抹殺したことで異能者に強い憎しみを抱き、自身を止めようとした零の左腕を吹き飛ばし、死に至らしめた。その後、多くの異能者を虐殺した。エデンを崩壊させたあとは輝望高校へ「阿井上夫（あいうえお）」というあからさまな偽名の転校生として現れ、零と桜に人間を生き残らせるためのサバイバルゲームを仕掛ける。
その本当の目的は、虚無化によってもう誰も死なないようにするために『パンドラの箱』を一旦開けて虚無化を全て出し、そのうえで別の虚無化をぶつけて相殺し、虚無化を完全に消し去ることだった。虚無化が消え去った後は戦闘で負った傷が完治次第、人のいない山奥で暮らそうと考えている。また、零の言動を見たことで若干だが、心境に変化が生じた模様。
ネコミミ男
髪の毛が猫の耳のように立っている少年。自分が痛いのは嫌いだが、相手を痛めつけるのは好いている。ゲーム「天使の恩恵」でフランケンと共に遊騎と泪を襲撃するも隙を突かれ桜子の刀によって両断されロスト的な状態にさせられた。その後命を戻されたことで再び死亡した。その際遊騎の説得によって彼らに弁当を助けてくれと嘆願する。
クールヤンキー
不良の番長のような風貌の少年。直接拳で挑んできた時雨の気負いを気に入っていた。「天使の恩恵」によるネットジャンクでは復讐を望む人間から復讐の代価として生命力を死の手前まで奪い取っていた。自分の命を体内に宿した刻と対峙し、ロスト状態ながらも磁化させた拳銃によって押してくる刻相手に珍種の血を浴びせ、さらに寧々音の真実を刻に告げ精神的にも追い込むが、既に真実を知っていた刻の演技により命を還され倒される。死に際に12月32日の黒幕が藤原総理であることを刻に告げ全身が腐り落ちて死亡する。
フランケン
大柄で筋肉質の男。口調が丁寧で神への信心深い言動をするが、切れると途端に口調が乱暴になる。ネコミミ男と共に遊騎、泪を襲撃しロスト状態に追い込まれたネコミミ男に代わり泪と遊騎を追い詰めるも救援にきた桜子と雪比奈によって遊騎が再び覚醒しツボを見破られ倒される。
レゲェめがね
眼鏡に長髪で帽子をかぶった男。ひょうきんな性格で語尾に「〜ですぞ」とつけるが、激情に駆られると標準的な口調になる。
脱獄させた凶悪犯200人を渋谷の街に解き放ちパニック状態に陥れるが、零達に事態を収拾され失敗。自ら戦いに臨む。零の過去を蒸し返してあおばとの対立を誘発するが、彼女が零に「活殺穴法」を施したことで形勢逆転され、ツボを突かれて力を封じられ身体をバラバラに砕かれる。不死の能力で復活しなおも戦い続けようとするも、零に煽られ抱いてしまった強い嫉妬心を逆に利用され、「白銀色の陰府怪火」により氷漬けになった。

### 殺し屋
春人（はると）
通称「隻腕の始末屋」。仕事成功率は99.9%。
唯一の失敗が過去に大神によって始末されかけ片腕を失った時である（本人は失敗したのは始末仕損じた大神の方だと述べている）。
異能こそないが体中に武器を隠し持っており口ずさんでいる歌や瞳術による「催眠」で相手の動きを止めたり意識を失わせたりとコード：ブレイカーに匹敵する力を持つ。大神に腕を燃やされた時も腕を切り落として難を逃れるなど生への執着心の高さが見られる。
桜を暗殺するために壱49と共に奇襲をかけるが、再び大神に敗れ異能を食らう。桜により炎を消され逃亡したが、説得には心を打たれたようで、始末する予定だった子供を1人見逃した。
実は自身の標的となっていた子供達の一部を殺さずに保護し、仕事の報酬で養っていた。
エンペラー覚醒後、冴親に雇われ再度大神と戦う。新たに得た異能の力を振るうも、身体への負担により自滅し、自分の身を案じる子供達に止められ戦意を喪失する。直後にエデンの襲撃を受けるも、渋谷に助けられる。
異能の力は「変殻（トランスフォーム）」。右手で触れた物を吸収し、左腕へと再構成することができる。ロスト姿は「シマウマ」。
壱49（いちじく）
着物を着用する童顔の女性スナイパー。
春人と共に桜を暗殺する依頼を受けるが、平家によって倒された。

### 輝望高校
藤原 寧々音（ふじわら ねねね）
声 - ゆかな
輝望高校生徒会副会長を務める、大神と桜の先輩。眼鏡を掛けた、表情の機微に乏しい少女。普段は生徒会室に籠っている。
刻と同じオッドアイだが、初登場時は眼鏡を掛けている間は普通の虹彩となっていた。小柄な体格で、見た目も中身も実年齢より幼い不思議ちゃん。桜の左胸と右胸（「ひーたん」と「みーたん」と命名している）が大好きで、桜の背後に忍び寄っては揉んだり頬擦りしたりしている。平家とは生徒会同士で仲が良く、彼のことを「将臣（まー）君」と呼ぶ。バレンタインの際には彼に義理チョコを贈り、ホワイトデーにはわたあめを贈られていた。
彼女もまた元『コード：ブレイカー』であり、任務に忠実で悪を1人たりとも生かさない、冷酷非道の殺人兵器として恐れられていた。当時の彼女は眼鏡を掛けておらず、雰囲気・言動は冷静沈着で大人びながらも、「冷酷非道」の異名に恥じない過激さを兼ね備えた非情そのものだが、弟・刻に対しては厳しくも「自分の意思で生きる」ことを望むなど優しさを見せていた。瘢痕の異能者から幼い刻を庇って深手を負うも、『12月32日』の場で四傑が零の異能を奪った場面を目撃していたことから始末を見送られ、「捜シ者」と同様に「パンドラの箱」によって異能を奪われたことでロストし、現在の人格となっている。故に「パンドラの箱」が開かれ、異能が戻ることで人格も元に戻る。
持っていた異能は刻と同じ『磁力』で、異能を発現しなかった刻に力を半分与えたことで彼女の力も半減しているが、それでも裏では恐れられるほどの戦闘能力を持つ。ロストすると刻とは逆に「心だけ」が幼児化する。虚無化の事件後はコード：エンドで死を迎えるも、ロスト姿の人格は残った。
平家 将臣（へいけ まさおみ）
輝望高校生徒会書記。詳細は#CØDE:BREAKER（コード:ブレイカー）を参照。
高津 あおば（たかつ-）
桜、大神のクラスメイトの少女。正体はCØDE:NAMEの1人「コード：リベンジャー」。詳細は#CØDE:NAME（コード:ネーム）を参照。
前田 俊也（まえだ しゅんや）
声 - 郷本直也
桜、大神のクラスメイトの少年で、通称「マエシュン」。お調子者だが、大神に積極的に関わろうとするなど優しい性格。あおば・上杉とは同じ施設で暮らした幼馴染で、異能の力を持たないが、あおばを止めようとしている。
上杉 萌（うえすぎ はじめ）
声 - 川野剛稔
桜、大神のクラスメイトである大柄な少年で、通称「デカすぎ」。英語が苦手。正体はRe-CØDEの1人。詳細はRe-CØDE（リ:コード）を参照。
つぼみ
声 - 諏訪彩花
桜、大神のクラスメイトの少女で、桜、あおば、紅葉と一緒にいることが多い。
紅葉（もみじ）
声 - 儀武ゆう子
桜、大神のクラスメイトの少女で、桜、あおば、ツボミと一緒にいることが多い。非常に気が弱いが時に気丈な一面を見せる。
島津（しまづ）
桜、大神のクラスメイトである眼鏡をかけた少年。常に敬語で話すが、大神とは違い他人との間に壁を作っているわけではない。ネットオタクで学校を含め常にノートパソコンを持ち歩き、すぐに情報を検索できるようにしてある。
武田（たけだ）
声 - 桑畑裕輔
桜、大神のクラスメイトである不良のような外見の少年。通称「タッキー」。
沖田 宗一（おきた そういち）
声 - 小川慎太郎
桜、大神のクラスメイトである小柄な少年。剣道部員。
青山 ゆきよ（あおやま ゆきよ）
声 - 田丸篤志
桜、大神のクラスメイト。趣味は登山。
青木 武（あおき たけし）
声 - 村上裕哉
桜、大神のクラスメイト。趣味はゲーセン。
渡辺（わたなべ）
声 - 寺島惇太
桜、大神のクラスメイト。
伊集院 光（いじゅういん ひかり）
桜、大神のクラスメイト。ブロンド好き。

### 一般人

#### 桜小路家
桜小路 剛徳（さくらこうじ ごうとく）
声 - 辻谷耕史
桜の義理の父親。鬼桜組の組長であり「関東のあばれ龍」の異名をもつ。
普段は病弱であるために鼻血をたらしたり血を吐いたりなど弱々しい風格をしているが、真面目なことになると眼光が鋭くなり、弱々しい感じは微塵も見せなくなる。かつてヤクザ同士の抗争で一般人の親子を死なせてしまった過去があり、その事をずっと悔いていた。家族を溺愛しており組員からも尊敬されている。桜のことを人一倍愛しているため、よく桜と共にいる大神に『殺』と書かれた巻物や「手を出したら殺す」とのメールを送りつけることも。12月32日のすべてを渋谷たちから聞いて承知しており、パンドラ箱を追う前にやってきた大神にパンドラ箱を開ける最後の鍵は箱を作った桜自身であることを伝え、桜の安全を彼に託した。
桜小路 ゆき（さくらこうじ ゆき）
声 - 氷上恭子
桜の義理の母親。一見すると子供にしか見えないほどの童顔の女性（刻が最初出会ったときは「桜の妹」と勘違いするほど）。
普段は子供のような態度であり母親としては頼りない感じであるが、真面目なことになると急に大人っぽい対応を取ったり桜のことを誰よりも熟知しているなど、頼もしい一見もある。ちなみに酒乱である。
大助（だいすけ）
声 - 櫻井トオル
鬼桜組の組員の一人で、周囲の纏め役的な存在。

### その他のキャラクター
犬（いぬ）
声 - 杉山大
子犬の母親である野良犬。名前は桜が付けたが、大神だけにしか懐かない。面倒を見てくれたホームレスを不良グループ「Gファルコン」に殺された。桜を襲うGファルコンに噛みついたが逆に返り討ちに遭い致命傷を負う。最終的に大神の手で命を絶たれた。
ゐの壱（いのいち）
「渋谷荘」の地下にある謎の施設を守護する「境界のガーディアン」。少女の姿をしているが、馬鹿力と異能を吸い取る特殊な能力を持つ。
謎の施設の境界線を越える者は、桜と渋谷以外全員排除するように何者かに命令されている（恐らくは渋谷本人。ただし、大神だけは例外で境界線を越えることを許されている）。
その正体は、桜子の異能によって作り出されたカラクリ人形。頻繁に首が取れる。
元々は桜を護るために作られた存在で、桜が記憶を失う前は彼女を付きっきりで護衛していた。桜と再会を果たしてからも、桜の身を護ることを常に「最優先事項」としている（加えて、桜の頼みことには基本的に従う）。桜が断片的に思い出したゐの壱に関する記憶の中で、桜を「捜シ者」から庇い一度半壊した描写がある。
にゃんまる
声 - 伊藤かな恵
作中のテレビ番組に登場する、猫を模したキャラクター。悪を倒す正義の味方という設定で、遊騎がこよなく愛している。絵本やグッズが多々存在し、テーマソングもある。
シスター
児童養護施設「ぺんぎんの家」を切り盛りしていたシスター。かつてコード：ブレイカーになる直前の零に殺害されている。
元々は闇金業者の一員だったが、罪悪感から逃げ出し、借金のカタとして親元から引き離してしまった子供たちを引き取り育てていた。過去の罪のためにエデンの標的になっていたが、罪を償い立ち直ろうとする姿勢を理解した零により見逃される。しかしかつての仲間により引き起こされた施設の爆発から零を庇って致命傷を負い、苦しみながら死にゆくことを憐れんだ零の手で燃え散り安楽死した。彼女との出会いと別れが、零がコード：ブレイカーを続ける理由となった。

## 用語
コード：ブレイカー
法で裁けぬ悪を裁くことを許された、異能を持つ『存在しない者』達。裁きを含めたあらゆる特権と引き換えに、全ての個人情報が抹消され、死亡した際には墓を立てることも許されない。任務によって世界中を飛び回る度に、偽名を使い分けることもある。
コード：ナンバー
コード：ブレイカーにつけられるコード名。ナンバー01から06までの人間で構成され、数字が小さいほど実力は高い。最初は誰でも一番下の06のナンバーを与えられる。

コード：ネーム
コード：ブレイカーよりも上を行く、エデンの4人の異能者達。コード：ブレイカーにさえ存在を知らされていない立場にある。各々にCØDE：～とつけられる。「エデン」の許可した人間しか殺せないコード：ブレイカーと異なり、自分の判断で殺害対象を選ぶことが許されているなど、コード：ブレイカーを遥かに凌ぐ権限を持つ。しかしその本質は、唯一「珍種」に対抗でき得る異能者であるコード：ブレイカーを守るための異能者集団である。
エデン
コード：ブレイカー及び異能者達を管理する内閣総理大臣直属の組織。組織の活動拠点は国会議事堂内にあるらしいが詳細は不明。異能者達に仕事を与えながらも、異能者が自分達にとって「脅威になり得る」と判断すれば、抹殺対象としてしまう非情な組織。もともとはエンペラー、平家、桜子、是土の4人が異能者を守る自警団であったが、今のようになった経緯は長らく不明だったが、12月31日が起こって以降は藤原が主権を握り、今のようになってしまった模様。
異能（いのう）
一部の特殊な人間が持つ力であり、自然界に現存するエネルギーもしくは状態を自在に発生・操る能力。異能＝生命力であり、生命力が多いほど強大な異能が使える。他人に与えることも可能だが、それは生命力を与えるのと同義であるため、その分命を減らすことになる。過剰に使用すると「コード：ロスト」を引き起こし、24時間使えなくなるだけでなく、肉体にも何らかのリスクを負うことになる。その代わりロストする度能力は強化されていく（イメージ的には筋肉の超回復と同じ原理）。だが、異能は限度を超えると肉体を蝕んでいき、最後は「コード：エンド」を起こし、死を迎える。
異能を操る者は普通の人間より寿命が長いと思われる描写が多々ある。
珍種（ちんしゅ）
全ての異能を打ち消し無効化することができる特異体質の人間。地球上のどの遺伝子コードにも該当しない極めて貴重な存在で、その血液が『パンドラの箱』を開くための鍵となっている。突発的に人形サイズまで縮小してしまうことがあり、同じ珍種の血清を浴びなければ元に戻れない。
その本質は異能、すなわち人間の生命力そのものを無に還してしまう、暴走すれば人類にとっての脅威となり得る存在である。『12月32日』エデンからは「天使」という隠語で警戒対象とされており、結果として渋谷は着ぐるみで身分を隠さざるを得なくなり、桜にも異能者達による観察措置が取られている。
異能者同様に普通の人間より、長い時を生きていると思わしき描写が多々ある。
渋谷荘（しぶやそう）
渋谷が大家を務めるボロアパート。Re-CØDEとの邂逅後、桜とコード：ブレイカー達の住居兼修行の場となる。地下にはパンドラの箱が封印されていた。エンペラーの覚醒後、エデンの命により破壊される。
輝望高校（きぼうこうこう）
桜や大神が通う高校。正式名称は「輝望高等学校」。一見何の変哲もない普通の高校だが、校長兼終身名誉生徒会長である渋谷によってほぼ私物化されているとともに、「エデン」の異能者も多数籍を置いているなど、異能と深い関わりを持っている。「エデン」が「捜シ者」を裏切った後、中立を保つことを決めた渋谷の手によって、ありったけの「鎮珍水」を混ぜた建材によって建設された新校舎が存在し、そこでは一切の異能が使用できない。そのため「エデン」に抹殺指令を下された大神の最後の砦となる。
地獄の皇帝の系譜を継ぎし者（じごくのこうていのけいふをつぎしもの）
地球上には存在しない禁断の異能・『七魔の炎』を操る資格を持つと云われる一族の系譜。この系譜に名を連ねる者のさらに一部が、実際に『七魔の炎』を異能として操ることが可能であり、劇中では零とコード・エンペラーとみしるのみが炎を発現させている。
12月32日
幼い零と桜の手によって、「渋谷荘」の地下で発生した謎の大量死事件。この事件によって零は一度死に、コード・エンペラーの手によって左腕を授けられ蘇生した代わりに、四傑によって異能の一部を奪われた。零が桜と再び接触したことに加え、本来の異能を取り戻しつつあることでその再来が予期されており、『エデン』はそれを止めるべく零と桜の始末を決定した。
事件の真実は当時エデンと対立していた大勢の珍種達がエンペラーによって燃やされ、異能者と珍種達の争いの末に双方の血によって虚無化が発生し、桜の手によってパンドラの箱に封印されたというものであり、この時の生き残りが零と桜とおせっかい弁当である。
パンドラの箱（パンドラ・ボックス）
遺伝子コードの先にあると云われる、あらゆる情報が詰まっているとされる光る箱。それを開いた者は最強の異能者になれるらしいが、詳細は不明。『12月32日』に幼い桜の手によってもたらされたもの。珍種の血液によってのみ箱を開くことが可能で、異能者の異能を封じ込めてしまう効果もある。
「捜シ者」の異能を封じ、彼曰く、大神の大切な物も入っているらしいがまだ明らかにはされていない。
実は大神の大切な物とはエンペラー本人そのもののことである。
元々は『渋谷荘』の地下に厳重に保管されていたが、「捜シ者」の手によって奪還された後、時雨によって強奪された。
Re-CODE（リ・コード）
「捜シ者」一派の中でも力を認められた選び抜かれた異能と各分野のスペシャリストである六人の精鋭で「捜シ者」直属の親衛隊。コード：ブレイカーと同じく全部で6人存在する。組織内の最高位の称号で六聖人と敬れている。構成するメンバーは、自らが犯す所業に確固たる覚悟を自らに架している。
魔性・魔将（ダークサイド）
泪と冴親の両親がハイブリッドを斃すため二人の最強の影の異能者の遺伝子を泪と冴親に組み込んだことで生まれた人格と力。より強い負の心によって影の力を増幅させられるが、逆に強い陽の光で影が濃くなるように強い正の心でも影を強くすることができる。冴親のダークサイドは冴親の負の心を糧にしているが泪のダークサイドは逆に泪に弟を憎むよう誘惑して試し、結果泪が何があっても弟を見捨てないという強い正の心を見せたため強くなった。

## 書誌情報
- 上条明峰 『CØDE:BREAKER』 講談社〈講談社コミックス〉、全26巻
  1. 2008年10月17日第1刷発行（2008年10月17日発売[講 1]）、ISBN 978-4-06-384056-8
  2. 2008年12月17日第1刷発行（2008年12月17日発売[講 2]）、ISBN 978-4-06-384081-0
  3. 2009年2月17日第1刷発行（2009年2月17日発売[講 3]）、ISBN 978-4-06-384103-9
  4. 2009年4月17日第1刷発行（2009年4月17日発売[講 4]）、ISBN 978-4-06-384128-2
  5. 2009年6月17日第1刷発行（2009年6月17日発売[講 5]）、ISBN 978-4-06-384150-3
  6. 2009年8月17日第1刷発行（2009年8月17日発売[講 6]）、ISBN 978-4-06-384175-6
  7. 2009年10月16日第1刷発行（2009年10月16日発売[講 7]）、ISBN 978-4-06-384196-1
  8. 2009年12月17日第1刷発行（2009年12月17日発売[講 8]）、ISBN 978-4-06-384224-1
  9. 2010年2月17日第1刷発行（2010年2月17日発売[講 9]）、ISBN 978-4-06-384249-4
  10. 2010年5月17日第1刷発行（2010年5月17日発売[講 10]）、ISBN 978-4-06-384301-9
  11. 2010年7月16日第1刷発行（2010年7月16日発売[講 11]）、ISBN 978-4-06-384330-9
  12. 2010年10月15日第1刷発行（2010年10月15日発売[講 12]）、ISBN 978-4-06-384382-8
  13. 2010年12月17日第1刷発行（2010年12月17日発売[講 13]）、ISBN 978-4-06-384419-1
  14. 2011年3月17日第1刷発行（2011年3月17日発売[講 14]）、ISBN 978-4-06-384446-7
  15. 2011年6月17日第1刷発行（2011年6月17日発売[講 15]）、ISBN 978-4-06-384489-4
  16. 2011年10月17日第1刷発行（2011年10月17日発売[講 16]）、ISBN 978-4-06-384535-8
  17. 2012年1月17日第1刷発行（2012年1月17日発売[講 17]）、ISBN 978-4-06-384599-0
  18. 2012年4月17日第1刷発行（2012年4月17日発売[講 18]）、ISBN 978-4-06-384656-0
  19. 2012年7月17日第1刷発行（2012年7月17日発売[講 19]）、ISBN 978-4-06-384707-9
  20. 2012年9月14日第1刷発行（2012年9月14日発売[講 20]）、ISBN 978-4-06-384736-9
  21. 2012年10月17日第1刷発行（2012年10月17日発売[講 21]）、ISBN 978-4-06-384750-5
  22. 2012年12月17日第1刷発行（2012年12月17日発売[講 22]）、ISBN 978-4-06-384783-3
    - DVD付き 限定版 2012年12月17日発売 ISBN 978-4-06-358409-7

  23. 2013年2月15日第1刷発行（2013年2月15日発売[講 23]）、ISBN 978-4-06-384813-7
    - DVD付き 限定版 2013年2月15日発売 ISBN 978-4-06-358410-3

  24. 2013年4月17日第1刷発行（2013年4月17日発売[講 24]）、ISBN 978-4-06-384846-5
    - DVD付き 限定版 2013年4月17日発売 ISBN 978-4-06-358411-0

  25. 2013年7月17日第1刷発行（2013年7月17日発売[講 25]）、ISBN 978-4-06-384877-9
  26. 2013年9月17日第1刷発行（2013年9月17日発売[講 26]）、ISBN 978-4-06-394927-8

## テレビアニメ
2012年10月よりMBS、TOKYO MX、テレビ愛知、TVQ九州放送、BS11にて放送された。
キネマシトラスにとっては30分枠で初の単独制作かつ原作付き作品となる。
ストーリーは原作をベースとしつつも、大神以外のコード：ブレイカーの登場を早めたり一部のエピソードや登場人物を改変・削除するなど、独自の描写を多く取り入れている。また、『SAMURAI DEEPER KYO』と同じく、テレビアニメ化の際の改変によって東京の名所が最終決戦の地となった。

### スタッフ
- 原作 - 上条明峰（講談社「週刊少年マガジン」連載）
- 監督・シリーズ構成・脚本 - 入江泰浩
- キャラクターデザイン・総作画監督 - 秋谷有紀恵
- セットデザイン・美術作画監督 - 菱沼由典
- プロップデザイン - 小倉信也
- 美術監督 - 西俊樹
- 色彩設計 - 岩沢れい子
- 撮影監督 - 出水田和人
- 編集 - 定松剛
- CGプロデューサー - 井野元英二
- 音響監督 - 若林和弘
- 音楽 - 服部隆之
- クリエイティブプロデューサー - 堀川寿美、湯川淳
- プロデューサー - 立石謙介、向井地基起、小池克実、中村伸行、青木絵理子、松家雄一郎
- アニメーション制作 - KINEMA CITRUS
- 製作 - CODE:BREAKER製作委員会（講談社、バンダイビジュアル、ランティス、ブシロード、メモリーテック、キネマシトラス）

### 主題歌
オープニングテーマ「DARK SHAME」
作詞 - 谷山紀章 / 作曲・編曲 - 飯塚昌明 / 歌 - GRANRODEO
第10話・第13話ではオープニングがなく未使用。その代わり、第10話では挿入歌として、第13話ではエンディングテーマとしてそれぞれ使用された。
エンディングテーマ「シロイカラス」
作詞・歌 - 鈴村健一 / 作曲・編曲 - 渡辺拓也
第13話では未使用。
エンディングテーマ「にゃんまるのうた」（OVA・にゃんまる劇場）
作詞 - 上条明峰 / 作曲・編曲 - 服部隆之 / 声 - にゃんまる（伊藤かな恵）

### 各話リスト
| 話数   | サブタイトル             | 絵コンテ            | 演出       | 作画監督                                    |
| ------ | ------------------------ | ------------------- | ---------- | ------------------------------------------- |
| 第1話  | 大いなる神の審判         | 入江泰浩            | 迫井政行   | 諸貫哲朗、服部聡志 りぱ、野崎あつこ         |
| 第2話  | 燃え咲く螺旋の青い花     | 小島正幸            | かおり     | 松尾亜希子 小美野雅彦（エフェクト）         |
| 第3話  | 怒れる勇気・刻まれる鉄槌 | 小美野雅彦 入江泰浩 | 小美野雅彦 | 諸貫哲朗                                    |
| 第4話  | 鬨の声                   | 迫井政行            | 迫井政行   | 水樹乃々 りぱ（エフェクト）                 |
| 第5話  | 願いのうたげ             | 小島正幸            | かおり     | 越後光嵩、田畑昭々 りぱ（エフェクト）       |
| 第6話  | ロストワン               | 坂上一郎            | 菊田幸一   | 松尾亜希子                                  |
| 第7話  | 桜、光の中に             | 小美野雅彦          | 小美野雅彦 | 土屋友次、諸貫哲朗 小美野雅彦（エフェクト） |
| 第8話  | 王と兵、子と家           | 小島正幸            | 熨斗谷充孝 | 竹内由香里                                  |
| 第9話  | 止まった時間             | 迫井政行            | 迫井政行   | まじろ                                      |
| 第10話 | 人の見る世界             | 入江泰浩            | かおり     | 松尾亜希子                                  |
| 第11話 | 5万人の人質              | 迫井政行            | 博史池畠   | 土屋友次、中島美子                          |
| 第12話 | 魔王・神と人・見守る桜   | 入江泰浩            | 迫井政行   | 野崎麗子、まじろ                            |
| 最終話 | 神と咲く花               | 入江泰浩            | 入江泰浩   | 野崎麗子、松尾亜希子                        |

### 放送局
| 放送地域   | 放送局             | 放送期間                       | 放送日時           | 放送系列       | 備考                             |
| ---------- | ------------------ | ------------------------------ | ------------------ | -------------- | -------------------------------- |
| 近畿広域圏 | 毎日放送           | 2012年10月6日 - 12月22日       | 土曜 26:58 - 27:28 | TBS系列        | 企画協力 『アニメシャワー』第3部 |
| 東京都     | TOKYO MX           | 2012年10月7日 - 12月30日       | 日曜 22:30 - 23:00 | 独立局         |                                  |
| 福岡県     | TVQ九州放送        | 2012年10月7日 - 12月30日       | 日曜 26:30 - 27:00 | テレビ東京系列 |                                  |
| 愛知県     | テレビ愛知         | 2012年10月8日 - 12月26日       | 月曜 25:35 - 26:05 | テレビ東京系列 |                                  |
| 日本全域   | BS11               | 2012年10月9日 - 2013年1月1日   | 火曜 24:00 - 24:30 | BS放送         | 『ANIME+』枠                     |
| 日本全域   | みんなでストリーム | 2012年10月9日 - 2013年1月1日   | 火曜 24:00 - 24:30 | ネット配信     |                                  |
| 日本全域   | バンダイチャンネル | 2012年10月10日 - 2013年1月2日  | 水曜 12:00 更新    | ネット配信     | 無料配信（第1話）                |
| 日本全域   | バンダイチャンネル | 2012年10月10日 - 2013年1月2日  | 水曜 12:00 更新    | ネット配信     | 有料会員限定 2週間先行無料       |
| 日本全域   | バンダイチャンネル | 2012年10月24日 - 2013年1月16日 | 水曜 12:00 更新    | ネット配信     | [ 注釈 10 ]                      |
| 日本全域   | バンダイチャンネル | 2012年10月31日 - 2013年1月23日 | 水曜 12:00 更新    | ネット配信     | [ 注釈 11 ]                      |
| 日本全域   | アニマックス       | 2012年11月6日 - 2013年2月5日   | 火曜 22:00 - 22:30 | BS/CS放送      | リピート放送あり                 |
| 日本全域   | AT-X               | 2015年1月16日 -                | 金曜 21:00 - 21:30 | CS放送         | リピート放送あり                 |

### Blu-ray Disc / DVD
| 巻数 | 発売日         | 収録話          | 規格品番  | 規格品番  | 特典                                                                                | 特典                                                     |
| 巻数 | 発売日         | 収録話          | BD        | DVD       | 封入特典                                                                            | 映像特典                                                 |
| ---- | -------------- | --------------- | --------- | --------- | ----------------------------------------------------------------------------------- | -------------------------------------------------------- |
| 1    | 2012年12月21日 | 第1話           | BCXA-0621 | BCBA-4443 | ドラマCD（「ホストクラブ・ビターバレー」、「クイズ大会と縄地獄」） 、ライナーノート | 劇伴レコーディング、主題歌のメイキング、PV「悪には悪を」 |
| 2    | 2013年1月29日  | 第2話 - 第3話   | BCXA-0622 | BCBA-4444 | ラジオCD（「にはらじ出張版 01」） 、ライナーノート                                  | デジタルギャラリー、PV「桜」                             |
| 3    | 2013年2月22日  | 第4話 - 第5話   | BCXA-0623 | BCBA-4445 | ドラマCD（「渋谷荘連続殺人事件」、「神田ちゃんの不運な休日」）                      | デジタルギャラリー、PV「悪には正義の鉄鎚を」             |
| 4    | 2013年3月22日  | 第6話 - 第7話   | BCXA-0624 | BCBA-4446 | TBA                                                                                 | デジタルギャラリー、PV「悪には怒りの葬送曲を」           |
| 5    | 2013年4月24日  | 第8話 - 第9話   | BCXA-0625 | BCBA-4447 | ドラマCD（「壷振り王子」、「城プラモマニア大神」）                                  | デジタルギャラリー、PV「死者には永遠の眠りを」           |
| 6    | 2013年5月28日  | 第10話 - 第11話 | BCXA-0626 | BCBA-4448 | にはらじ出張版 03                                                                   |                                                          |
| 7    | 2013年6月21日  | 第12話 - 第13話 | BCXA-0627 | BCBA-4449 |                                                                                     |                                                          |

## OAD
原作単行本第22巻〜第24巻の限定版に同梱されたOVA。テレビアニメ版とは違って喜劇調に描かれる短編集であり、その本編で抑えられていたお色気要素も盛り込まれている。
スタッフ
基本的にはテレビアニメ版と同様。製作のみ「CODE:BREAKER OAD製作委員会」。
キャスト（にゃんまる劇場）
- にゃんまる - 伊藤かな恵
- タイム - 鈴村健一
- ライム - 仙台エリ
- 天女様 - 氷上恭子
- ハッチー - 斎賀みつき
- ナレーション - 三木眞一郎

各話リスト（OVA）
| 収録巻 | 話数              | サブタイトル | 脚本     | 絵コンテ | 演出       | 作画監督          | 発売日         |
| ------ | ----------------- | --- | -------- | -------- | ---------- | ----------------- | -------------- |
| 第22巻 | code:extra1       | チョコチョコ大作戦 | 入江泰浩 | 小島正幸 | 菱川直樹   | 田畑昭 窪敬       | 2012年12月17日 |
| 第22巻 | code:extra2       | マシュマロ大作戦 | 入江泰浩 | 小島正幸 | 菱川直樹   | 田畑昭 窪敬       | 2012年12月17日 |
| 第22巻 | code:extra3       | electric bird | 入江泰浩 | 小島正幸 | 菱川直樹   | 田畑昭 窪敬       | 2012年12月17日 |
| 第22巻 | code:Plus1        | にゃんまる劇場 | 入江泰浩 | 入江泰浩 | 菱川直樹   | 窪敬              | 2012年12月17日 |
| 第23巻 | code:100          | ロストサマー | 入江泰浩 | 迫井政行 | 熨斗谷充孝 | 竹内由香里        | 2013年2月15日  |
| 第23巻 | code:extra HANAMI | 桜の木の下で | 入江泰浩 | 迫井政行 | 熨斗谷充孝 | 竹内由香里        | 2013年2月15日  |
| 第23巻 | code:Plus2        | 続・にゃんまる劇場 | 入江泰浩 | 入江泰浩 | 熨斗谷充孝 | 竹内由香里        | 2013年2月15日  |
| 第23巻 | code:Excellent    | 平家将臣・官能小説劇場 | 入江泰浩 | 迫井政行 | 熨斗谷充孝 | 竹内由香里        | 2013年2月15日  |
| 第24巻 | -                 | - 桜の青い炎 第一章 異能篇 - 桜の磁力 - 平家先輩の異能 - ロスト願望 第二章 激闘篇! - 学校にて - 本当の飼い主 - 史上最大の決戦 - 続・史上最大の決戦 - ネイティブ平家 - 平家先輩の愛読書 - かえり道 第三章 渋谷荘冬物語篇 - 大神雪だるま - オレ様が一番! - 王子様にアリガトウ - クリスマス巨編!第1弾! - クリスマス巨編!第2弾! - クリスマス巨編!第3弾! - クリスマス巨編!第4弾! - クリスマス巨編!第5弾! | 入江泰浩 | 数井浩子 | 菱川直樹   | 竹内由香里 田畑昭 | 2013年4月17日  |

## WEBラジオ
『ラジオ コード：ブレイカー ―目には目を､歯には歯を､ラジオにはラジオを!?―』は､HiBiKi Radio Stationと音泉で2012年9月26日より隔週水曜日配信中のラジオ番組。パーソナリティは岡本信彦（大神零 役）、鈴村健一（刻 役）。
ゲスト
- #3（2012年10月24日） - 日笠陽子（桜小路桜　役）
- #5（2012年11月21日） - 斎賀みつき（八王子泪 役）
- #6（2012年12月5日） - 木村昴（平家将臣 役）
- #8（2013年1月2日）  - 豊永利行（天宝院遊騎　役）
- #10（2013年1月30日） - 三木眞一郎（人見　役）

## モバイル
NECビッグローブのスマートフォン向けアプリのカードコレクションゲーム『嫁コレ』に参加している。撮り下ろしボイスが用意されている。